# Powiat Capriasca
Capriasca (wł. Circolo di Capriasca) – powiat w Szwajcarii, w kantonie Ticino, w okręgu Lugano. Siedziba administracyjna powiatu znajduje się w miejscowości Capriasca. 
Powiat składa się z trzech gmin (comune) o powierzchni 44,63 km² i o liczbie mieszkańców 10 174.

## Gminy
| Nazwa gminy     | Powierzchnia km² | Liczba mieszkańców 31 grudnia 2021 |
| --------------- | ---------------- | ---------------------------------- |
| Capriasca       | 36,38            | 6 752                              |
| Origlio         | 2,08             | 1 516                              |
| Ponte Capriasca | 6,17             | 1 900                              |

## Zmiany administracyjne
- 18 października 2001
  - utworzenie gminy Capriasca z gmin Cagiallo, Lopagno, Roveredo Capriasca, Sala Capriasca, Tesserete i Vaglio
- 20 kwietnia 2008
  - przyłączenie gmin Bidogno, Corticiasca i Lugaggia do gminy Capriasca